# Alejandro Berenguer Remiro
Alejandro 'Álex' Berenguer Remiro (Pamplona, Navarra, 4 de juliol de 1995) és un futbolista professional navarrès que juga com a migcampista per l'Athletic Club.

## Carrera de club
Format al planter del CA Osasuna, va debutar com a sènior al CA Osasuna B la temporada 2013–14 a la Tercera Divisió.
El 10 de setembre de 2014 Berenguer va debutar com a professional substituint Kenan Kodro al minut 81 en una derrota per 0–2 a fora contra el Deportivo Alavés, a la Copa del Rei. Va debutar a Segona Divisió el 10 de gener de l'any següent, altre cop sortint des de la banqueta en un empat 1–1 a fora contra el Recreativo de Huelva.
Berenguer va marcar el seu primer gol com a professional el 30 d'agost de 2015, l'únic del partit en una victòria a casa contra el CD Mirandés. El següent 29 de gener va ampliar el seu contracte fins al 2020, i va acabar la temporada amb tres gols en 39 partits jugats, en què l'equip va assolir l'ascens a La Liga.
Berenguer va debutar a primera divisió el 22 de setembre de 2016, com a titular en una derrota a casa per 1–2 contra el RCD Espanyol. Va marcar el seu primer gol a primera el següent 5 d'abril, l'únic del partit en una victòria a fora contra el Deportivo Alavés.
El 17 de juliol de 2017, Berenguer fou venut al club italià Torino FC per 5.5 milions d'euros (més un milió addicional en bonus). Es va afegir una clàusula addicional d'1.5 milions més pel cas que fos venut posteriorment a l'Athletic Club.
El 2 d'octubre de 2020, l'Athletic va arribar a un acord amb el Torino pel traspàs de Berenguer, qui signà contracte per quatre anys.

## Palmarès
Athletic Club
- 1 Copa del Rei: 2024[10]
- 1 Supercopa d'Espanya: 2021